# Cuando Cubango
Cuando Cubango o Kuando-Kubango és una província d'Angola, situda al sud-est de l'estat. La província té 199.335 km² i una població estimada d'uns 510.369 habitants en 2014. La capital de la província és la ciutat de Menongue. Aquesta zona d'Angola era coneguda pel nom de "Terra do Fim do Mundo" pel seu aparent abandonament de part del poder central angolès, però actualment s'anomena  "Terras do Progresso"  pel seu potencial econòmic verge.
Està limitada, al nord, per les províncies de Bié i de Moxico; a l'est per la República de Zàmbia; al sud per la República de Namíbia; i a l'oest per les províncies de Cunene i Huíla.

## Història
Durant molt de temps, alguns municipis, com Mavinga, Dirico, Cuchi i Cuito Cuenava van servir com a bases d'ajuda a la guerrila de la UNITA. Per això, els membres de la UNITA l'anomenaven "Terres lliures d'Angola".
La província, sobretot els municipis de Mavinga i Cuito Cuanavale, va ser seu de grans combats durant la Guerra Civil Angolesa, entre el 1975 i el 1991.

## Divisió administrativa
A Cuando Cubango hi ha els següents municipis:
- Calai
- Cuangar
- Cuchi
- Cuito Cuanavale
- Dirico
- Mavinga
- Menongue
- Nancova
- Rivungo

## Llengües
A Cuando Cubango s'hi parlen les següents llengües:
- Luvale
- Lucazi
- Nkangala
- Mashi
- Mbunda
- Mbukushu
- Mbwela
- Nyemba

## Zoologia
Aquesta província angolesa té una gran diversitat de fauna; ens trobem: el palanca (antílop), l'elefant, el rinoceront, l'hipopòtam, el lleó, la hiena, el lleopard, el "pacaça", el senglar, l'estruç i moltes aus i rèptils diferents.

## Jonas Savimbi i UNITA
Durant gran part dels anys 1980 i 1990, Cuando Cubango va servir com el localització per al campament base principal de moviment rebel UNITA d'Angola, dirigida per Jonas Savimbi. El moviment rebel va rebre el suport dels Estats Units com a part de la Guerra Freda contra el govern marxista d'Angola, que va ser recolzada per la Unió Soviètica, Cuba i altres estats comunistes.
Savimbi i UNITA hi van mantenir un camp base gran i clandestí a la vila de Jamba. El campament estava protegit per armes antiaèries i tenia una pista d'aterratge, que va ser utilitzat per al lliurament de subministraments militars i altres, que en general arribaven de la veïna Zaire. La Guerra Civil angolesa es va convertir en un dels conflictes més prominents de la Guerra Freda.